# (404) Arsinoë
(404) Arsinoë – planetoida z pasa głównego asteroid okrążająca Słońce w ciągu 4 lat i 66 dni w średniej odległości 2,59 j.a. Została odkryta 20 czerwca 1895 roku w Observatoire de Nice w Nicei przez Auguste Charloisa. Nazwa planetoidy pochodzi od Arsinoe, piastunki Orestesa w mitologii greckiej. Przed jej nadaniem planetoida nosiła oznaczenie tymczasowe (404) 1895 BY.